# Palle Danielsson
Pour les articles homonymes, voir Danielsson.
Nils Paul Danielsson, dit Palle Danielsson, est un contrebassiste de jazz suédois né le 15 octobre 1946 à Stockholm et mort le 18 mai 2024 à Åkers styckebruk. Il est connu en particulier pour sa participation au quartette européen de Keith Jarrett, de 1974 à 1979.

## Biographie
Palle Danielsson a commencé la musique très jeune, à cinq ans il joue de l'harmonica, puis entre dans une école de musique à huit ans, où il étudie le violon. Son intérêt pour le jazz, l'amène à changer d'instrument pour la contrebasse.
Il étudie ensuite au Royal College of Music de Stockholm de 1962 à 1966. Palle Danielsson commence alors à jouer professionnellement, avec des instrumentistes scandinaves reconnus Eje Thelin, Bobo Stenson, Jan Garbarek, ainsi que des collaborations internationales (Lee Konitz, Steve Kuhn).
De 1974 à 1979, Palle Danielsson participe au quartette européen de Keith Jarrett, aux côtés de Jan Garbarek et Jon Christensen. À la suite de cette expérience, Palle Danielsson travaillera fréquemment avec Jon Christensen, formant une section rythmique recherchée.
Essentiellement sideman, Palle Danielsson a collaboré avec de très nombreux musiciens Bill Evans, Kenny Wheeler, Michel Petrucciani, Charles Lloyd, Peter Erskine, Ben Webster, Charlie Shavers, George Russell, Albert Mangelsdorff, Enrico Rava, Collin Walcott, Tomasz Stańko, John Taylor, et Richard Galliano. Il a aussi dirigé ou codirigé plusieurs groupes en Suède et publié quelques albums sous son nom.

## Discographie

### Comme leader
- Contra Post (Caprice, 1994)
- Opening avec Jon Fält (MA, 2009)
- Togetherness avec Monica Dominique (Dominique, 2012)
- Trio M/E/D avec Peter Erskine, Rita Marcotulli (Abeat, 2015)
- On the Brink of a Lovely Song avec Christina von Bülow, Eliot Zigmund (Storyville, 2018)[2]

### Comme sideman
Avec Lennart Åberg
- Seven Pieces (2000)
- Green Prints (2002)

Avec Peter Erskine
- You Never Know (ECM, 1992)
- Time Being (ECM, 1993)
- As It Is (ECM, 1995)
- Juni (ECM, 1997)

Avec Jan Garbarek
- Witchi-Tai-To (ECM, 1974)
- Dansere (ECM, 1975)

Avec Keith Jarrett
- Belonging (ECM, 1974)
- My Song (ECM, 1978)
- Personal Mountains (ECM, 1979)
- Nude Ants (ECM, 1979)
- Sleeper (ECM, 2012)

Avec Lee Konitz
- Alto Summit with Pony Poindexter, Phil Woods and Leo Wright (MPS, 1968)
- Altissimo with Gary Bartz, Jackie McLean and Charlie Mariano (Philips, 1973)

Avec Karin Krog
- Joy (1968)
- Different Days, Different Ways (1974)

Avec Christof Lauer
- Christof Lauer (CMP, 1989)
- Bluebells (CMP, 1992)

With Charles Lloyd
- Montreux 82 (Elektra/Musician, 1983)
- A Night in Copenhagen (Blue Note, 1985)
- Fish Out of Water (ECM, 1989)

Avec Ale Möller and Lena Willemark
- The Nordan Suite (ECM, 1994)
- Agram Ale (ECM, 1997)

Avec Michel Petrucciani
- Live at the Village Vanguard (Blue Note, 1984)
- Pianism (Blue Note, 1985)

Avec Enrico Rava
- The Pilgrim and the Stars (ECM, 1975)
- The Plot (ECM, 1976)
- L' Opera Va (1993)

Avec John Taylor
- Angel of the Presence (2005)
- Whirlpool (2008)
- Giulia's Thursdays (2012)

Avec d’autres
- Jan Allan-70, Jan Allan/Nils Lindberg (1998)
- Some Aspects of Water, Geri Allen (Storyville, 1996)
- Togetherness, Anouar Brahem (Dominique, 2012)
- Al Cohn and Zoot Sims, Al Cohn/Zoot Sims (1982)
- Collaborations, Marilyn Crispell (2009)
- Capricer Med, Eric Ericson/Orphei Drängar (1999)
- Stockholm 1965, Bill Evans (2007)
- Traction Avant, Alessandro Galati (1995)
- Laurita, Richard Galliano (Dreyfus, 1996)
- Music for Two Brothers, Rolf Kühn (1998)
- Watch What Happens!, Steve Kuhn (MPS, 1968)
- Fyra, Magnus Lindgren (2012)
- People Places Times and Faces, Fredrik Lundin (1993)
- Interface, Adam Makowicz (1987)
- The Wide Point, Albert Mangelsdorff (1975)
- Koine, Rita Marcotulli (2003)
- Open, Lina Nyberg (1998)
- For All It Is, Barre Phillips (1971)
- Rena Rama, Rena Rama (1998)
- Inside Pictures-A Tribute to Lars Gullin Vol. 2, Bernt Rosengren (2002)
- Responsorium, Dino Saluzzi (ECM, 2001)
- Litania: Music of Krzysztof Komeda, Tomasz Stańko (ECM, 1997)
- Satu, Edward Vesala (ECM, 1977)
- Spring Mot Ulla-Spring!, Cornelis Vreeswijk (1971)
- Hidden History, Eric Vloeimans (2004)
- Grazing Dreams, Collin Walcott (ECM, 1977)
- Concord, Jens Winther (2005)
- Sanctuary, Barney Wilen (Ida, 1991)[3]